# Kret kaukaski
Kret kaukaski (Talpa caucasica) – gatunek ssaka z rodziny kretowatych (Talpidae).
Występuje w Rosji, Armenii, Iranie, Gruzji i Turcji. Spotykany na terenach od Morza Azowskiego po Morze Kaspijskie.
Długość ciała 10-14 centymetrów, masa ciała 40-95 gramów. Sierść krótka, oczy pokryte cienką, delikatną skórą.